# Turn- und Sportverein München von 1860 1978-1979
Questa voce raccoglie le informazioni riguardanti il Turn- und Sportverein München von 1860 nelle competizioni ufficiali della stagione 1978-1979.

## Stagione
Nella stagione 1978-1979 il Monaco 1860, allenato da Heinz Lucas e Eckhard Krautzun, concluse il campionato di 2. Bundesliga al 1º posto. In Coppa di Germania il Monaco 1860 fu eliminato al primo turno dallo Schalke 04.

## Rosa
| N. |                                 | Ruolo | Calciatore        |
| -- | ------------------------------- | ----- | ----------------- |
|    | Germania (bandiera)             | P     | Bernhard Hartmann |
|    | Germania (bandiera)             | P     | Thomas Zander     |
|    | Germania (bandiera)             | D     | Dieter Agatha     |
|    | Germania (bandiera)             | D     | Willi Bierofka    |
|    | Germania (bandiera)             | D     | Hans Fischl       |
|    | Bosnia ed Erzegovina (bandiera) | D     | Ahmet Glavović    |
|    | Germania (bandiera)             | D     | Alfred Kohlhäufl  |
|    | Germania (bandiera)             | D     | Herbert Scheller  |
|    | Germania (bandiera)             | D     | Rudolf Sturz      |
|    | Germania (bandiera)             | C     | Hans Haunstein    |

| N. |                      | Ruolo | Calciatore          |
| -- | -------------------- | ----- | ------------------- |
|    | Germania (bandiera)  | C     | Alfred Herberth     |
|    | Danimarca (bandiera) | C     | Jan Højland Nielsen |
|    | Danimarca (bandiera) | C     | Niels Poulsen       |
|    | Austria (bandiera)   | C     | Josef Stering       |
|    | Germania (bandiera)  | C     | Klaus Vöhringer     |
|    | Germania (bandiera)  | A     | Franz Gerber        |
|    | Germania (bandiera)  | A     | Erhard Hofeditz     |
|    | Germania (bandiera)  | A     | Georg Metzger       |
|    | Germania (bandiera)  | A     | Wolfgang Metzler    |
|    | Germania (bandiera)  | A     | Anton Nachreiner    |

## Organigramma societario
Area tecnica
- Allenatore: Eckhard Krautzun
- Allenatore in seconda:
- Preparatore dei portieri:
- Preparatori atletici:

## Calciomercato

### Sessione estiva
| Acquisti | Acquisti      | Acquisti         | Acquisti |
| R.       | Nome          | da               | Modalità |
| -------- | ------------- | ---------------- | -------- |
| A        | Franz Gerber  | St. Pauli        |          |
| C        | Josef Stering | Wacker Innsbruck |          |
| D        | Rudolf Sturz  | St. Pauli        |          |

| Cessioni | Cessioni      | Cessioni | Cessioni |
| R.       | Nome          | a        | Modalità |
| -------- | ------------- | -------- | -------- |
| C        | Jimmy Hartwig | Amburgo  |          |

### Sessione invernale
| Acquisti | Acquisti      | Acquisti       | Acquisti |
| R.       | Nome          | da             | Modalità |
| -------- | ------------- | -------------- | -------- |
| C        | Niels Poulsen | Wormatia Worms |          |
| P        | Thomas Zander | Wormatia Worms |          |

| Cessioni | Cessioni | Cessioni | Cessioni |
| R.       | Nome     | a        | Modalità |
| -------- | -------- | -------- | -------- |

## Risultati

### 2. Bundesliga

#### Girone di andata
| Arbitro: | Treib |

|             |           |                                 |
| Metzger 42’ | Marcatori | 24’ Horn 49’ Sommerer 71’ Brand |

| Arbitro: | Engel |

|           |           |             |
| Nickel 4’ | Marcatori | 14’ Stering |

| Arbitro: | Ermer |

|                                            |           |  |
| Herberth 17’ Kohlhäufl 25’ Gerber 34’, 49’ | Marcatori |  |

| Arbitro: | Luca |

|               |           |  |
| Ganz 47’, 70’ | Marcatori |  |

| Arbitro: | Walz |

|                                        |           |  |
| Gerber 1’ (rig.), 31’, 67’ Stering 40’ | Marcatori |  |

| Arbitro: | Wilhelmi |

|                         |           |                            |
| Bordt 27’ Schleiter 78’ | Marcatori | 9’, 68’ Herberth 46’ Sturz |

| Arbitro: | Binninger |

|                                     |           |  |
| Gerber 9’ Vöhringer 17’ Metzger 56’ | Marcatori |  |

| Arbitro: | Messmer |

|  |           |                         |
|  | Marcatori | 74’ Herberth 83’ Gerber |

| Arbitro: | Therre |

|              |           |  |
| Harforth 80’ | Marcatori |  |

| Arbitro: | Gschwender |

|                                                 |           |  |
| Nachreiner 6’ Haunstein 8’, 83’ Gerber 60’, 85’ | Marcatori |  |

| Arbitro: | Michel |

|                        |           |                             |
| Eckstein 55’ Sterz 65’ | Marcatori | 2’ Kohlhäufl 25’ Nachreiner |

| Arbitro: | Dahler |

|                                |           |  |
| Hofeditz 33’ (rig.) Gerber 61’ | Marcatori |  |

| Arbitro: | Quindeau |

|  |           |                                       |
|  | Marcatori | 32’ Hofeditz 63’ Haunstein 79’ Gerber |

| Arbitro: | Bodmer |

|                                       |           |                |
| Hofeditz 19’ Kohlhäufl 28’ Gerber 73’ | Marcatori | 45’ Dörflinger |

| Arbitro: | Theobald |

|             |           |  |
| Seubert 78’ | Marcatori |  |

| Arbitro: | Aldinger |

|                                        |           |                                                  |
| Gerber 4’ Sturz 41’, 88’ Kohlhäufl 51’ | Marcatori | 20’ Lottermann 45’ Bitz 47’ Krause 90’ Grünewald |

| Arbitro: | Messmer |

|           |           |               |
| Gruler 4’ | Marcatori | 65’ Kohlhäufl |

| Arbitro: | Dreher |

|                           |           |                                  |
| Nachreiner 40’ Gerber 85’ | Marcatori | 31’ (rig.), 53’ (rig.) Kirschner |

| Arbitro: | Hellwig |

|                               |           |              |
| Denz 56’ Heck 67’ Schwarz 86’ | Marcatori | 47’ Hofeditz |

#### Girone di ritorno
| Arbitro: | Ulm |

|                                 |           |                          |
| Größler 32’ (rig.) Sommerer 69’ | Marcatori | 40’ Herberth 75’ Metzger |

| Arbitro: | Joos |

|                                       |           |             |
| Gerber 1’ Herberth 31’ Nachreiner 70’ | Marcatori | 50’ Steiner |

| Arbitro: | Ermer |

|                  |           |                         |
| Greifenegger 21’ | Marcatori | 16’ Sturz 52’ Kohlhäufl |

| Arbitro: | Therre |

|                                 |           |  |
| Gerber 53’ Grawunder 81’ (aut.) | Marcatori |  |

| Arbitro: | Linn |

|             |           |                          |
| Widmann 56’ | Marcatori | 48’ Metzler 85’ Hofeditz |

| Arbitro: | Clajus |

|                          |           |         |
| Metzger 28’ Herberth 83’ | Marcatori | 65’ Luy |

| Arbitro: | Regneri |

|                                  |           |                       |
| Killmaier 30’ (rig.) Hofmann 37’ | Marcatori | 77’ Sturz 90’ Metzler |

| Arbitro: | Binninger |

|                    |           |  |
| Metzger 75’ (rig.) | Marcatori |  |

| Arbitro: | Sahner |

|                                              |           |  |
| Hofeditz 8’ Haunstein 51’ Metzger 55’ (rig.) | Marcatori |  |

| Ingolstadt 31 marzo 1979 29ª giornata | MTV Ingolstadt | 0 – 0 referto | Monaco 1860 | MTV-Stadion (9 500 spett.)\| Arbitro: \| Drescher \| |
| Arbitro:                              | Drescher       |               |             |                                                      |

| Arbitro: | Dölfel |

|                  |           |  |
| Herberth 5’, 64’ | Marcatori |  |

| Treviri 14 aprile 1979 31ª giornata | Eintracht Treviri | 0 – 0 referto | Monaco 1860 | Moselstadion (10 000 spett.)\| Arbitro: \| Tritschler \| |
| Arbitro:                            | Tritschler        |               |             |                                                          |

| Arbitro: | Schmoock |

|                                   |           |              |
| Hofeditz 56’ Gerber 60’ Sturz 66’ | Marcatori | 70’ Hoffmann |

| Arbitro: | Filla |

|             |           |                             |
| Deinert 20’ | Marcatori | 19’ Gerber 62’, 80’ Metzger |

| Arbitro: | Aldinger |

|                         |           |          |
| Metzger 2’ Hofeditz 60’ | Marcatori | 17’ Dier |

| Arbitro: | Engel |

|            |           |           |
| Krause 70’ | Marcatori | 32’ Sturz |

| Monaco di Baviera 19 maggio 1979 36ª giornata | Monaco 1860 | 0 – 0 referto | Homburg | Stadio Olimpico (17 000 spett.)\| Arbitro: \| Röder \| |
| Arbitro:                                      | Röder       |               |         |                                                        |

| Arbitro: | Walz |

|                         |           |              |
| Kirschner 57’ Geyer 83’ | Marcatori | 19’ Herberth |

| Arbitro: | Joos |

|                                            |           |          |
| Herberth 6’ Gerber 31’ Scheller 68’ (rig.) | Marcatori | 62’ Heck |

### Coppa di Germania
| Arbitro: | Roth |

|  |           |                                                 |
|  | Marcatori | 5’, 50’, 53’ Fischer 58’ Schipper 70’ Abramczik |

## Statistiche

### Statistiche di squadra
| Competizione      | Punti | In casa | In casa | In casa | In casa | In casa | In casa | In trasferta | In trasferta | In trasferta | In trasferta | In trasferta | In trasferta | Totale | Totale | Totale | Totale | Totale | Totale | DR  |
| Competizione      | Punti | G       | V       | N       | P       | Gf      | Gs      | G            | V            | N            | P            | Gf           | Gs           | G      | V      | N      | P      | Gf     | Gs     | DR  |
| ----------------- | ----- | ------- | ------- | ------- | ------- | ------- | ------- | ------------ | ------------ | ------------ | ------------ | ------------ | ------------ | ------ | ------ | ------ | ------ | ------ | ------ | --- |
| 2. Bundesliga     | 53    | 19      | 15      | 3       | 1       | 49      | 15      | 19           | 6            | 8            | 5            | 26           | 23           | 38     | 21     | 11     | 6      | 75     | 38     | +37 |
| Coppa di Germania | -     | 1       | 0       | 0       | 1       | 0       | 5       | 0            | 0            | 0            | 0            | 0            | 0            | 1      | 0      | 0      | 1      | 0      | 5      | -5  |
| Totale            | 53    | 20      | 15      | 3       | 2       | 49      | 20      | 19           | 6            | 8            | 5            | 26           | 23           | 39     | 21     | 11     | 7      | 75     | 43     | +32 |

### Andamento in campionato
| Giornata  | 1  | 2  | 3  | 4  | 5 | 6 | 7 | 8 | 9 | 10 | 11 | 12 | 13 | 14 | 15 | 16 | 17 | 18 | 19 | 20 | 21 | 22 | 23 | 24 | 25 | 26 | 27 | 28 | 29 | 30 | 31 | 32 | 33 | 34 | 35 | 36 | 37 | 38 |
| --------- | -- | -- | -- | -- | - | - | - | - | - | -- | -- | -- | -- | -- | -- | -- | -- | -- | -- | -- | -- | -- | -- | -- | -- | -- | -- | -- | -- | -- | -- | -- | -- | -- | -- | -- | -- | -- |
| Luogo     | C  | T  | C  | T  | C | T | C | T | T | C  | T  | C  | T  | C  | T  | C  | T  | C  | T  | T  | C  | T  | C  | T  | C  | T  | C  | C  | T  | C  | T  | C  | T  | C  | T  | C  | T  | C  |
| Risultato | P  | N  | V  | P  | V | V | V | V | P | V  | N  | V  | V  | V  | P  | N  | N  | N  | P  | N  | V  | V  | V  | V  | V  | N  | V  | V  | N  | V  | N  | V  | V  | V  | N  | N  | P  | V  |
| Posizione | 17 | 16 | 10 | 14 | 9 | 7 | 6 | 4 | 7 | 4  | 6  | 6  | 4  | 3  | 5  | 3  | 4  | 5  | 7  | 7  | 6  | 5  | 4  | 4  | 2  | 3  | 2  | 1  | 1  | 1  | 1  | 1  | 1  | 1  | 1  | 1  | 1  | 1  |

Legenda:

Luogo: C = Casa; T = Trasferta. Risultato: V = Vittoria; N = Pareggio; P = Sconfitta.

### Statistiche dei giocatori
| Giocatore     | 2. Bundesliga | 2. Bundesliga | 2. Bundesliga | 2. Bundesliga | Coppa di Germania | Coppa di Germania | Coppa di Germania | Coppa di Germania | Totale   | Totale | Totale      | Totale     |
| Giocatore     | Presenze      | Reti          | Ammonizioni   | Espulsioni    | Presenze          | Reti              | Ammonizioni       | Espulsioni        | Presenze | Reti   | Ammonizioni | Espulsioni |
| ------------- | ------------- | ------------- | ------------- | ------------- | ----------------- | ----------------- | ----------------- | ----------------- | -------- | ------ | ----------- | ---------- |
| D. Agatha     | 8             | 0             | 1             | 0             | 0                 | 0                 | 0                 | 0                 | 8        | 0      | 1           | 0          |
| W. Bierofka   | 2             | 0             | 0             | 0             | 0                 | 0                 | 0                 | 0                 | 2        | 0      | 0           | 0          |
| H. Fischl     | 16            | 0             | 0             | 0             | 1                 | 0                 | 0                 | 0                 | 17       | 0      | 0           | 0          |
| F. Gerber     | 35            | 19            | 0             | 0             | 1                 | 0                 | 0                 | 0                 | 36       | 19     | 0           | 0          |
| A. Glavović   | 24            | 0             | 6             | 1             | 1                 | 0                 | 1                 | 0                 | 25       | 0      | 7           | 1          |
| B. Hartmann   | 29            | 0             | 1             | 0             | 1                 | 0                 | 0                 | 0                 | 30       | 0      | 1           | 0          |
| H. Haunstein  | 28            | 4             | 1             | 0             | 0                 | 0                 | 0                 | 0                 | 28       | 4      | 1           | 0          |
| A. Herberth   | 38            | 11            | 3             | 0             | 1                 | 0                 | 0                 | 0                 | 39       | 11     | 3           | 0          |
| E. Hofeditz   | 33            | 8             | 4             | 0             | 1                 | 0                 | 0                 | 0                 | 34       | 8      | 4           | 0          |
| A. Kohlhäufl  | 35            | 6             | 5             | 0             | 1                 | 0                 | 0                 | 0                 | 36       | 6      | 5           | 0          |
| G. Metzger    | 32            | 9             | 2             | 0             | 1                 | 0                 | 0                 | 0                 | 33       | 9      | 2           | 0          |
| W. Metzler    | 14            | 2             | 0             | 0             | 0                 | 0                 | 0                 | 0                 | 14       | 2      | 0           | 0          |
| A. Nachreiner | 32            | 4             | 0             | 0             | 1                 | 0                 | 0                 | 0                 | 33       | 4      | 0           | 0          |
| J. Nielsen    | 11            | 0             | 1             | 0             | 0                 | 0                 | 0                 | 0                 | 11       | 0      | 1           | 0          |
| N. Poulsen    | 7             | 0             | 0             | 0             | 0                 | 0                 | 0                 | 0                 | 7        | 0      | 0           | 0          |
| H. Scheller   | 38            | 1             | 9             | 0             | 1                 | 0                 | 0                 | 0                 | 39       | 1      | 9           | 0          |
| J. Stering    | 34            | 2             | 2             | 0             | 1                 | 0                 | 0                 | 0                 | 35       | 2      | 2           | 0          |
| R. Sturz      | 37            | 7             | 3             | 0             | 1                 | 0                 | 0                 | 0                 | 38       | 7      | 3           | 0          |
| K. Vöhringer  | 8             | 1             | 0             | 0             | 1                 | 0                 | 0                 | 0                 | 9        | 1      | 0           | 0          |
| T. Zander     | 9             | 0             | 0             | 0             | 0                 | 0                 | 0                 | 0                 | 9        | 0      | 0           | 0          |